# Иоанникий (Савинов)
Иоанникий (Савинов) (?—1855) — иеромонах Русской православной церкви, участник обороны Севастополя (Крымская война).

## Биография
Уроженец слободы Алексеевки Воронежской губернии.
Иеромонах Георгиевского монастыря в Балаклаве, по другим сведениям, Бахчисарайского Успенского скита.
Во время Крымской войны состоял на службе при 45-м флотском экипаже. Отличился в ходе боя за Камчатский манеж в ночь с 10 на 11 марта 1855 года, личным примером ободрив и призвав молитвой солдат отряда генерал-лейтенанта Хрулёва на сражение с неприятелем. В этом бою, во время помощи раненым и умирающим, отец Иоанникий был контужен. Контузия впоследствии оказалась смертельной.
О самоотверженном подвиге иеромонаха Иоанникия было донесено императору Александру II, который удостоил его ордена Святого Георгия Победоносца 4-й степени (№ 9608; 15.05.1855) или, по другим данным, — ордена Святой Анны III степени (22.06.1855, посмертно). Узнав о геройской гибели иеромонаха, граф Дмитрий Шереметев даровал вольную его матери и всем его родственникам.